# Palaeopisthacanthidae
Famille
Les Palaeopisthacanthidae sont une famille fossile de scorpions.

## Distribution
Les espèces de cette famille ont été découvertes aux États-Unis. Elles datent du Carbonifère.

## Liste des genres
Selon World Spider Catalog 20.5 :
- † Cryptoscorpius Jeram, 1994
- † Palaeopisthacanthus Petrunkevitch, 1913

## Publication originale
- Kjellesvig-Waering, 1986 : « A restudy of the fossil Scorpionida of the world. » Palaeontographica Americana, vol. 55, p. 5-287.